# William Prociuk
William David Prociuk (Buenos Aires, 9 de julio de 1976) más conocido como William Prociuk es un actor argentino.

## Filmografía

### Cine
| Año  | Título                       | Papel                  | Notas        |
| ---- | ---------------------------- | ---------------------- | ------------ |
| 2001 | Four Aims and Flyin' Shoes   | Joaquín                |              |
| 2007 | La escala Benzer             | Octavio                | Cortometraje |
| 2008 | Historias extraordinarias    | Segundo oficial alemán |              |
| 2008 | Porteros                     |                        | Cortometraje |
| 2009 | Nunca estuviste tan adorable | Rodolfo                |              |
| 2010 | Tenis                        |                        | Cortometraje |
| 2012 | La mañana de navidad         |                        | Cortometraje |
| 2013 | Barroco                      |                        |              |
| 2013 | Mañana todas las cosas       |                        | Cortometraje |
| 2013 | El desierto                  | Jonathan               |              |
| 2014 | El manto de hiel             | Julián                 |              |
| 2016 | La noche                     | Martín                 |              |
| 2016 | Genes                        |                        | Cortometraje |
| 2017 | La muerte de Marga Maier     | Pelagatos              |              |
| 2018 | 27: El club de los malditos  | Sid                    |              |
| 2018 | El padre de mis hijos        |                        |              |
| 2018 | La flor                      | Espía                  |              |
| 2018 | El Ángel                     | Federica               |              |
| 2019 | El diablo blanco             | El hombre              |              |
| 2019 | Morning                      |                        | Cortometraje |
| 2021 | Ojos grises                  | Zeta                   |              |
| 2021 | Bienvenidos al infierno      | Burzum                 |              |
| 2022 | Clementina                   | Plomero                |              |
| 2022 | Hace mucho no duermo         |                        |              |
| 2023 | Vodka                        | El lobo                |              |
| 2023 | María                        | Nacho Vitale           |              |

### Televisión
| Año       | Título                            | Papel            | Notas                            |
| --------- | --------------------------------- | ---------------- | -------------------------------- |
| 2009      | Casi ángeles                      | Esteban          |                                  |
| 2011      | Los Únicos                        |                  |                                  |
| 2012      | Amores de historia                | Aníbal           | Episodio: «Ernesto y Fátima»     |
| 2013      | Solamente vos                     | Chano            |                                  |
| 2014      | Viudas e hijos del rock and roll  | Traductor        |                                  |
| 2015      | Los siete locos y los lanzallamas | Jesús            |                                  |
| 2015      | La verad                          | Esteban          |                                  |
| 2015      | Variaciones Walsh                 | Patricio Miller  | Episodio: «Zugzwang»             |
| 2015      | Signos                            | Aragón           |                                  |
| 2016      | Jostel                            | Broch            |                                  |
| 2016      | Ahí afuera                        | «El rubio» Cuppa |                                  |
| 2017-2018 | Soy Luna                          | Rosales          |                                  |
| 2019      | No sé cómo volver                 | Fernando         |                                  |
| 2019      | Campanas en la noche              | Omar Pereyra     |                                  |
| 2019      | Reacción en cadena                | Martín Guerrini  | Especial de la Fundación Huésped |
| 2020      | Manual de supervivencia           | Juan             | Episodio: «El doble»             |
| 2023      | El jardín de bronce               | Alain Charnier   |                                  |
| 2025      | Menem                             | Rolo             | Episodio: «Los caminos»          |

## Premios y nominaciones
| Año  | Organización           | Categoría            | Trabajo            | Resultado | Ref(s) |
| ---- | ---------------------- | -------------------- | ------------------ | --------- | ------ |
| 2023 | Premios María Guerrero | Actuación de reparto | Lo que el río hace | Nominado  | [ 2 ]  |